# Hospital Dr. Pastor Oropeza Riera
El Hospital Dr. Pastor Oropeza Riera o simplemente Hospital Pastor Oropeza de Barquisimeto es un centro de salud localizado en la Avenida La Salle frente a la Urbanización El Sisal II, municipio Iribarren en la ciudad de Barquisimeto, la capital del estado Lara en la parte centro occidental del país sudamericano de Venezuela.-
La institución fue fundada bajo el gobierno del entonces presidente Carlos Andrés Pérez, pero no sería inaugurada de forma parcial sino hasta el 16 de noviembre de 1981 bajo el gobierno de Luis Herrera Campins.
El hospital está adscrito al instituto venezolano de los seguros sociales que a su vez depende del Ministerio de Salud de Venezuela.